# 1-й эскадрон 9-го кавалерийского полка (США)
1-й эскадрон 9-го кавалерийского полка США — аэромобильное (впоследствии механизированное) подразделение в составе Армии США, отличившееся во время Вьетнамской войны.

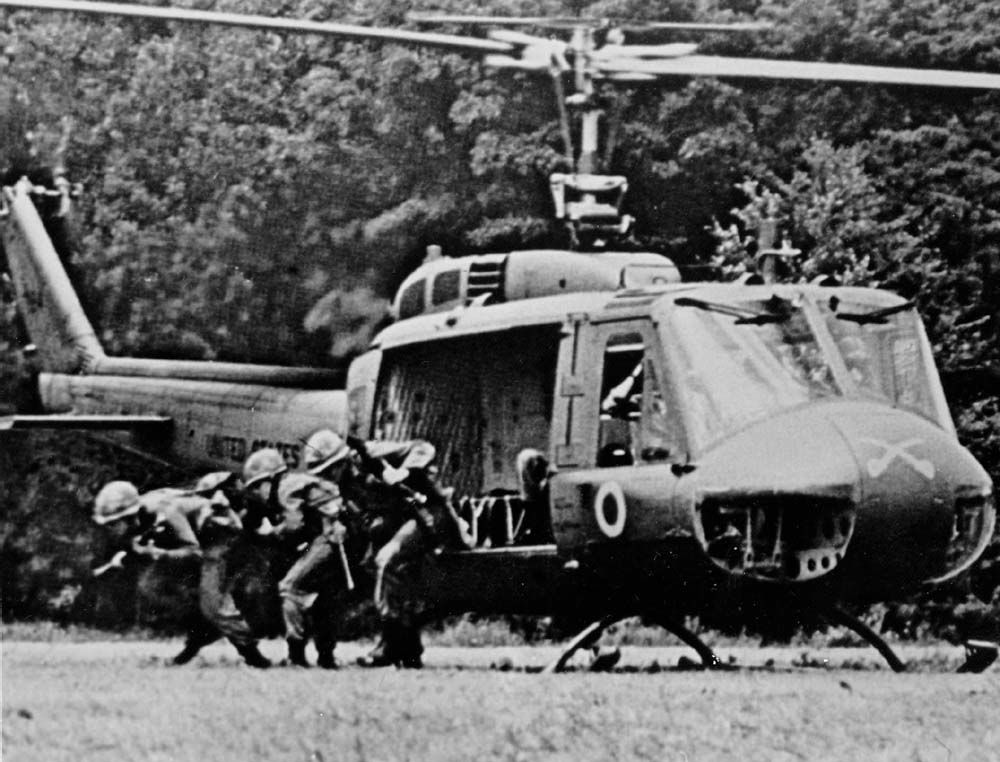
Отделение 1-го эскадрона 9-го кавалерийского полка высаживается из вертолёта UH-1D.

## История
1 ноября 1957 года в Южной Корее была возрождена и введена в строй рота A расформированного в 1944 году 9-го кавалерийского полка. Возрождённое подразделение получило наименование штаба и штабной роты 1-го эскадрона 9-го кавалерийского полка и было приписано к 1-й кавалерийской дивизии, в составе которой несла дозорную службу в окрестностях демилитаризованной зоны. 1 июля 1965 года рота была переведена в Форт-Беннинг, где вошла в состав 11-й воздушно-штурмовой (экспериментальной) дивизии, которая в тот момент переформировывалась в 1-ю кавалерийскую (аэромобильную) дивизию.

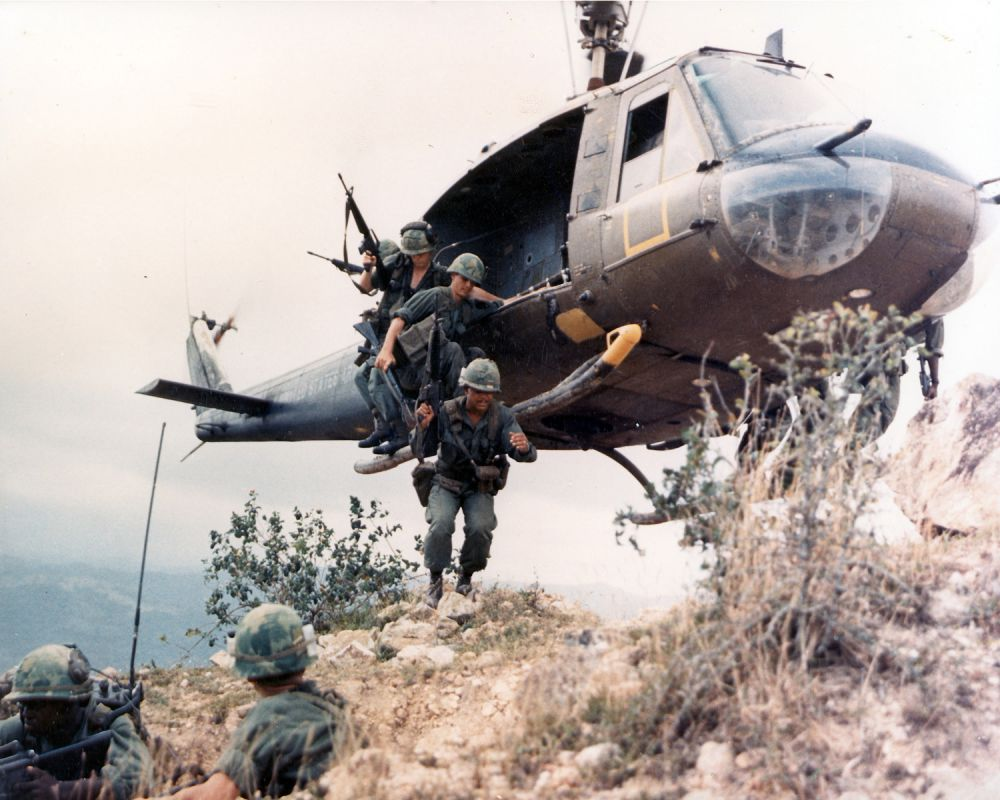
Высадка бойцов эскадрона 24 апреля 1967 года

15 сентября 1965 года 1-й эскадрон 9-го кавалерийского полка прибыл в Республику Вьетнам, где выполнял функции дивизионного разведывательного воздушно-штурмового эскадрона при 1-й кавалерийской дивизии. Эскадрон состоял из штабной роты и четырёх строевых рот — первые три (воздушно-кавалерийские) включали в себя взвод воздушной разведки («белый»), взвод огневой поддержки («красный») и стрелковый взвод («синий»). Большую часть работы выполняли взводы разведки и огневой поддержки (т. н. «розовая команда»). Взводы разведки первоначально использовали вертолёты OH-13, а в 1968 году сменили их на OH-6A. Взводы огневой поддержки воевали на вертолётах UH-1B «Хьюи», вооружённых НУРСами, многоствольными пушками и гранатомётами, а с 1968 года — на ударных вертолётах AH-1G «Кобра». Стрелковые взводы до конца войны использовали транспортные «Хьюи». Четвёртая рота эскадрона («Дельта») представляла собой наземное кавалерийское подразделение и использовала для перемещений колесную технику.
По некоторым оценкам, на счету 1-го эскадрона 9-го кавалерийского полка — половина всех северовьетнамских солдат, убитых 1-й кавалерийской дивизией, за что это подразделение получило прозвище «Охотники за головами» (англ. The Headhunters). Три военнослужащих эскадрона — 1-й лейтенант Роберт Поксон, сержант Дональд Скигель и капитан Джон Суонсон — за время боевых действий во Вьетнаме были награждены Почётной медалью Конгресса США. Считается, что эскадрон и его личный состав получили больше всего наград среди американских подразделений, участвовавших во Вьетнамской кампании. Почтовая служба США выпустила две почтовые марки в ознаменование заслуг эскадрона.

## Командиры
- 09.1965—12.1965 — подполковник Джон Стоктон
- 12.1965—05.1966 — подполковник Роберт Шумейкер
- 05.1966—11.1966 — подполковник Джеймс Смит
- 11.1966—04.1967 — подполковник А. Т. Памфри
- 04.1967—12.1967 — подполковник Роберт Невинс
- 12.1967—07.1968 — подполковник Ричард Дилер
- 07.1968—01.1969 — подполковник Уильям Руссе
- 01.1969—06.1969 — подполковник Джеймс Питерсон
- 06.1969—08.1969 — подполковник Джеймс Бут
- 08.1969—09.1969 — подполковник Эдвард Ковингтон
- 09.1969—12.1969 — подполковник Джеймс Бут
- 12.1969—08.1970 — подполковник Кларк Бернетт
- 08.1970—01.1971 — подполковник Роберт Невинс
- 01.1971—06.1971 — подполковник Карл Путнам

## Интересные факты
- Считается, что командир эскадрона подполковник Джон Стоктон послужил одним из прототипов образа подполковника Билла Килгора из художественного фильма «Апокалипсис сегодня»[5].
- Джон Стоктон, несмотря на недовольство начальников, носил чёрную ковбойскую шляпу-стетсон. Вслед за ним эту моду подхватили другие офицеры 1-й кавалерийской дивизии.